# Waaier (pomp)

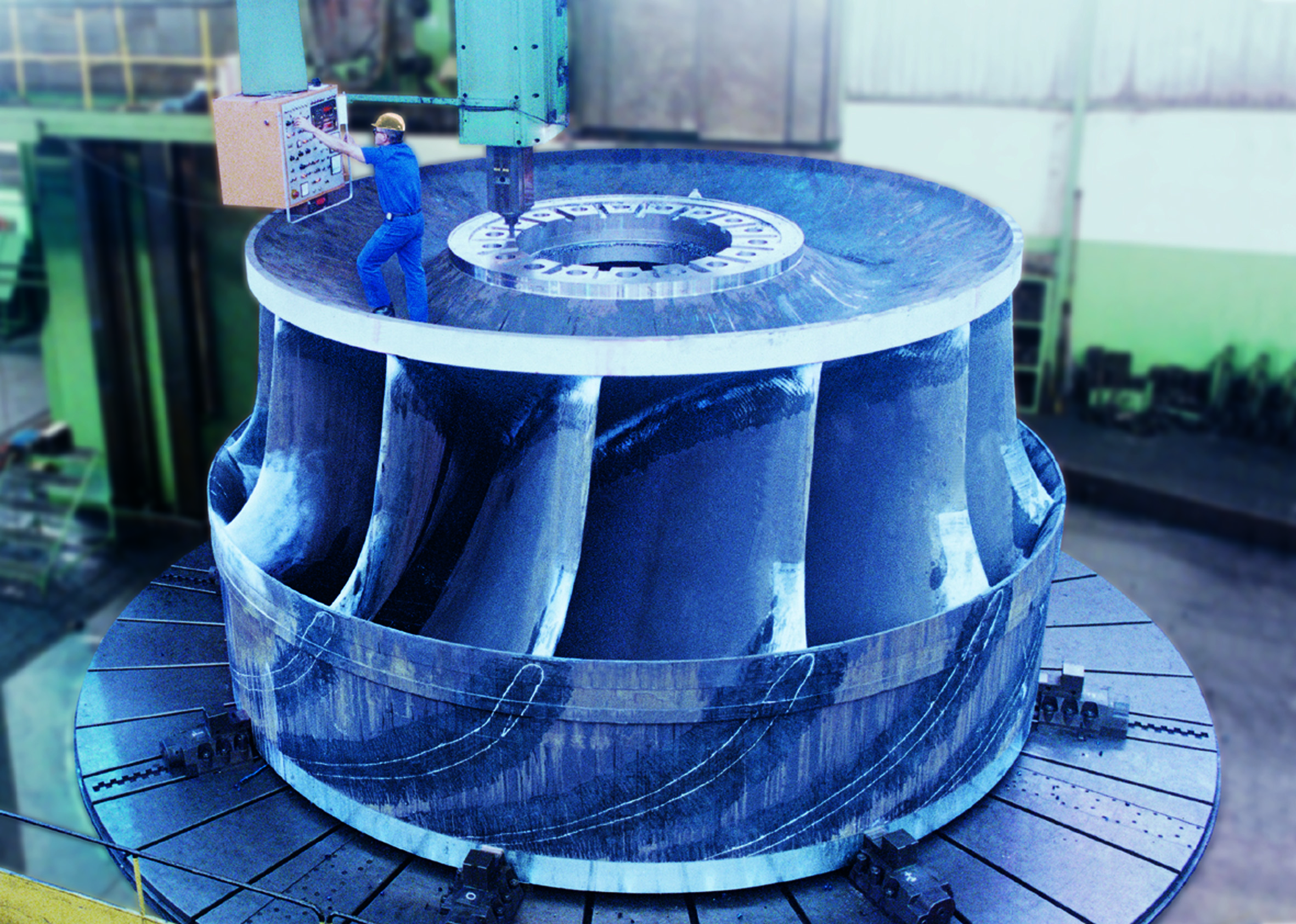
Een grote waaier

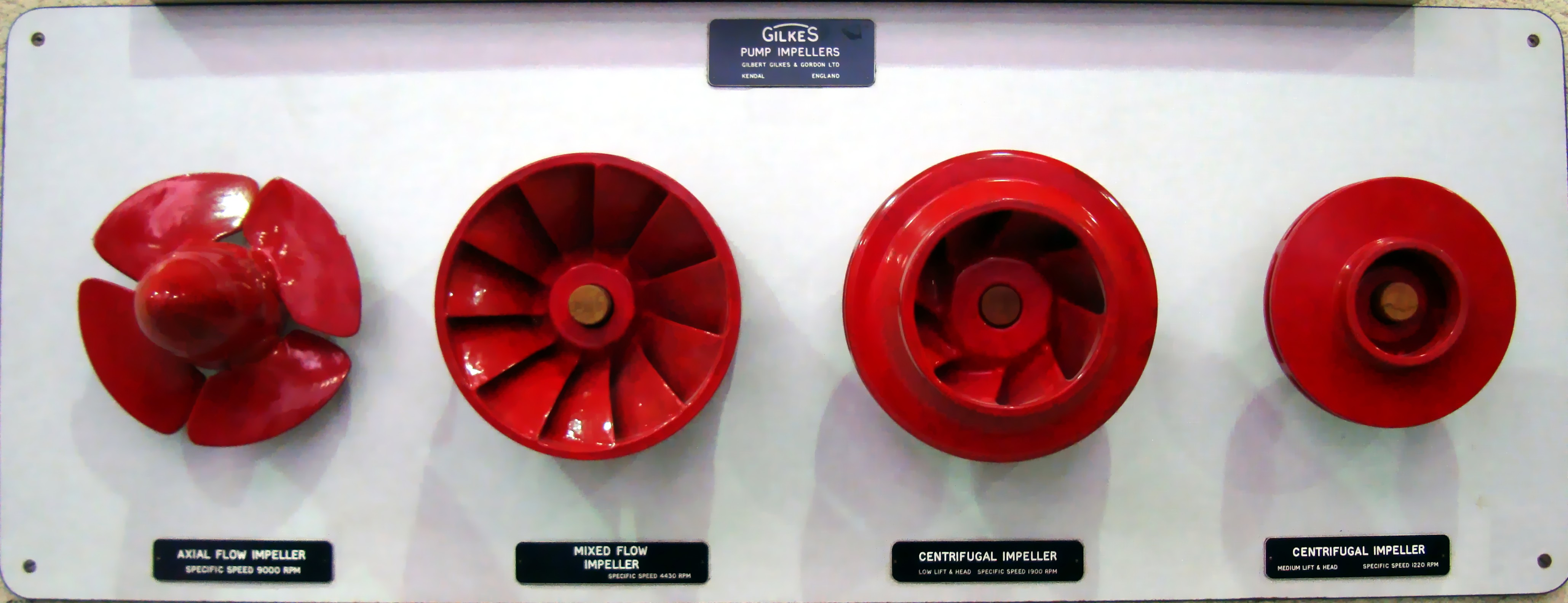
Verschillende waaiertypes

Een waaier, impeller of schoepenwiel is een roterende component van een turbopomp, die de energie van de motor die de pomp aandrijft, overbrengt naar het medium, dat verpompt wordt.
De waaier vormt samen met het pomphuis de basiselementen van een centrifugaalpomp.
De waaier kan eruitzien als een roterende schijf, met daarop messen gemonteerd. Meestal worden de waaiers echter in een stuk gegoten. De vorm kan vergeleken worden met bijvoorbeeld een propeller.
Het verpompte medium krijgt door het draaien van de waaier een circulerende, naar de buitenkant gerichte, beweging mee. Dit leidt tot een drukverhoging aan de uitgang van de pomp.
Afhankelijk van de functie van de pomp kan het waaiertype verschillen. Er zijn bijvoorbeeld open waaiers, met als voordeel dat de pomp niet kapotgaat wanneer hij droogloopt. Er zijn  ook waaiers, speciaal ontworpen, voor het verpompen van verontreinigde vloeistoffen. Een waaier kan speciaal gevormd zijn om cavitatie te voorkomen. 